# Mullins
|  | Per a altres significats, vegeu «Aimee Mullins». |

Mullins és una població del Comtat de Marion a l'estat de Carolina del Sud (Estats Units d'Amèrica).

## Demografia
Segons el cens del 2000, Mullins tenia 5.029 habitants, 2.001 habitatges i 1.324 famílies. La densitat de població era de 636,6 habitants/km².
Dels 2.001 habitatges en un 29,3% hi vivien nens de menys de 18 anys, en un 33,1% hi vivien parelles casades, en un 29,1% dones solteres, i en un 33,8% no eren unitats familiars. En el 31,1% dels habitatges hi vivien persones soles el 14,5% de les quals corresponia a persones de 65 anys o més que vivien soles. El nombre mitjà de persones vivint en cada habitatge era de 2,46 i el nombre mitjà de persones que vivien en cada família era de 3,08.
Per edats la població es repartia de la següent manera: un 27,6% tenia menys de 18 anys, un 8,8% entre 18 i 24, un 23,5% entre 25 i 44, un 23,2% de 45 a 60 i un 16,9% 65 anys o més.
L'edat mediana era de 38 anys. Per cada 100 dones de 18 o més anys hi havia 65,5 homes.
La renda mediana per habitatge era de 20.154$ i la renda mediana per família de 25.218$. Els homes tenien una renda mediana de 26.233$ mentre que les dones 16.572$. La renda per capita de la població era de 12.183$. Entorn del 25,3% de les famílies i el 28,7% de la població estaven per davall del llindar de pobresa.

## Poblacions properes
El següent diagrama mostra les poblacions més properes.